# ديفيد كاوفمان
ديفيد كاوفمان (بالإنجليزية: David Kaufman)‏ هو مغني وراقص وممثل أمريكي، ولد في 23 يوليو 1961 بسانت لويس في الولايات المتحدة.

## وصلات خارجية
- ديفيد كاوفمان على موقع IMDb (الإنجليزية)
- ديفيد كاوفمان على موقع روتن توميتوز (الإنجليزية)
- ديفيد كاوفمان على موقع ألو سيني (الفرنسية)
- ديفيد كاوفمان على موقع أول موفي (الإنجليزية)
- ديفيد كاوفمان على موقع قاعدة بيانات الأفلام السويدية (السويدية)
- ديفيد كاوفمان على موقع قاعدة بيانات الفيلم (الإنجليزية)
- ديفيد كاوفمان على موقع كينوبويسك (الروسية)